# Lepanus papuanus
Lepanus papuanus là một loài bọ cánh cứng trong họ Bọ hung (Scarabaeidae).